# DIK Fagazine
DIK Fagazine – magazyn artystyczny poświęcony tematyce LGBTQ wydawany od marca 2005 roku – pierwszy i jedyny tego typu magazyn z regionu Europy Środkowo-Wschodniej.
Założycielem, wydawcą i redaktorem naczelnym magazynu jest polski artysta Karol Radziszewski. Magazyn ma siedzibę w Polsce, publikowany jest w języku polskim i angielskim. Jest dystrybuowany także poza Polską, m.in. w Holandii, Niemczech, Francji czy Stanach Zjednoczonych.
DIK Fagazine łączy badania archiwalne ze współczesnymi kontrybucjami artystycznymi, współpracując dotychczas m.in. z takimi artystami jak: Paweł Althamer, Wojciech Bąkowski, Rafał Bujnowski, Kuba Dąbrowski, Edward Dwurnik, Nan Goldin, Zbigniew Libera, Slava Mogutin, Dan Perjovschi, Karol Radziszewski, Jaanus Samma, Wolfgang Tillmans, Artur Żmijewski oraz pisarzami: Michał Witkowski i Michał Zygmunt.
W latach 2005–2011 magazyn projektowała Monika Zawadzki, obecnie projektuje go Martin Falck.